# Nuoto sincronizzato ai campionati mondiali di nuoto 2007
Le competizioni di nuoto sincronizzato ai Campionati mondiali di nuoto 2007 si sono svolte dal 17 al 24 marzo 2007 a Melbourne.

## Calendario
| Data          | Evento                       |
| ------------- | ---------------------------- |
| 17 marzo 2007 | Preliminari duo tecnico      |
| 17 marzo 2007 | Preliminari libero combinato |
| 18 marzo 2007 | Finale libero combinato      |
| 18 marzo 2007 | Preliminari singolo libero   |
| 19 marzo 2007 | Preliminari squadre tecnico  |
| 19 marzo 2007 | Preliminari singolo tecnico  |
| 19 marzo 2007 | Finale singolo tecnico       |
| 20 marzo 2007 | Finale duo tecnico           |
| 20 marzo 2007 | Preliminari squadre libero   |
| 21 marzo 2007 | Preliminari duo libero       |
| 21 marzo 2007 | Finale squadre tecnico       |
| 22 marzo 2007 | Finale singolo libero        |
| 24 marzo 2007 | Finale squadre libero        |

## Podi
| Evento                                | Oro                                           | Punti  | Argento                            | Punti  | Bronzo                                | Punti  |
| Singolo                               |                                               |        |                                    |        |                                       |        |
| Programma libero (Dettagli)           | Virginie Dedieu                               | 99,500 | Natalia Ishchenko                  | 98,500 | Gemma Mengual                         | 98,000 |
| Programma tecnico (Dettagli)          | Natalia Ishchenko                             | 99,000 | Gemma Mengual                      | 98,000 | Saho Harada                           | 96,833 |
| Duo                                   |                                               |        |                                    |        |                                       |        |
| Programma libero (Dettagli)           | Russia Anastasija Davydova Anastasia Ermakova | 99,333 | Spagna Paola Tirados Gemma Mengual | 97,667 | Giappone Ayako Matsumura Emiko Suzuki | 97,333 |
| Programma tecnico (Dettagli)          | Russia Anastasija Davydova Anastasia Ermakova | 98,833 | Spagna Paola Tirados Gemma Mengual | 97,500 | Giappone Saho Harada Emiko Suzuki     | 97,167 |
| Squadre                               |                                               |        |                                    |        |                                       |        |
| Programma libero combinato (Dettagli) | Russia                                        | 99,000 | Giappone                           | 97,933 | Stati Uniti                           | 96,500 |
| Programma libero (Dettagli)           | Russia                                        | 99,000 | Spagna                             | 98,500 | Giappone                              | 98,334 |
| Programma tecnico (Dettagli)          | Russia                                        | 99,000 | Giappone                           | 97,833 | Spagna                                | 96,167 |

## Medagliere
| Posizione | Paese       |   |   |   | Totale |
| --------- | ----------- | - | - | - | ------ |
| 1         | Russia      | 6 | 1 | 0 | 7      |
| 2         | Francia     | 1 | 0 | 0 | 1      |
| 3         | Spagna      | 0 | 4 | 2 | 6      |
| 4         | Giappone    | 0 | 2 | 4 | 6      |
| 5         | Stati Uniti | 0 | 0 | 1 | 1      |
| Totale    | Totale      | 7 | 7 | 7 | 21     |